# Ursus arctos isabellinus
Ursul brun himalayan (Ursus arctos isabellinus), cunoscut și sub numele de ursul roșu himalayan sau ursul isabelin, este o subspecie de urs brun care apare în vestul Himalayei⁠(d). Este cel mai mare mamifer din regiune, masculii ajungând până la 2,2 m lungime, în timp ce femelele sunt puțin mai mici. Este omnivor și hibernează în vizuini în timpul iernii.

## Descriere
Urșii bruni din Himalaya prezintă dimorfism sexual. Lungimea masculilor variază între 1,5 și 2,2 m (4 ft 11 in - 7 ft 3 in), în timp ce lungimea femelelor variază între 1,37 și 1,83 m (4 ft 6 in - 6 ft 0 in). De obicei sunt de culoare nisipie sau brun-roșcată.

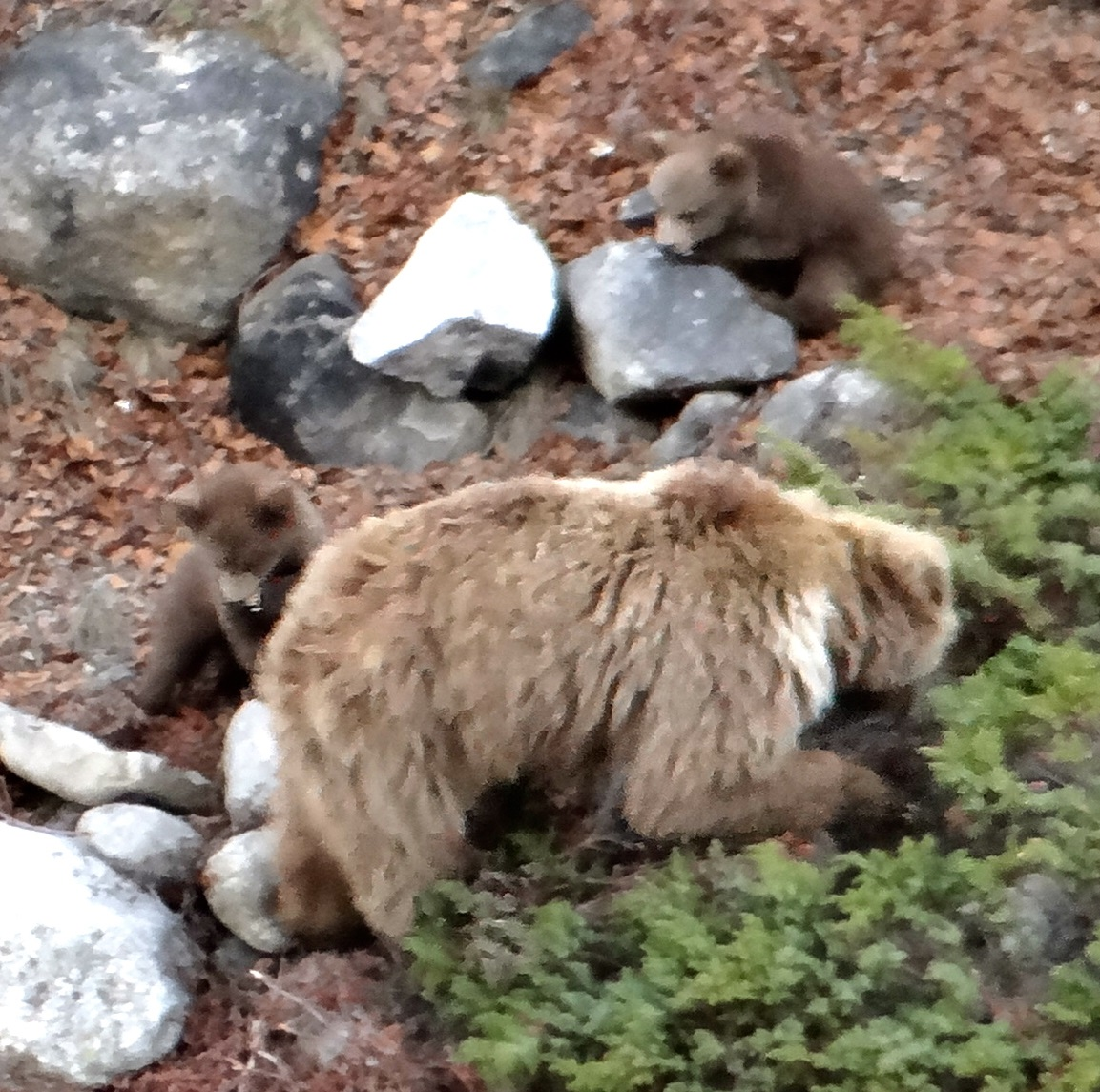
Urs brun himalayan cu pui pe drumeția de la Gangotri la Gaumukh în Uttarakhand, India

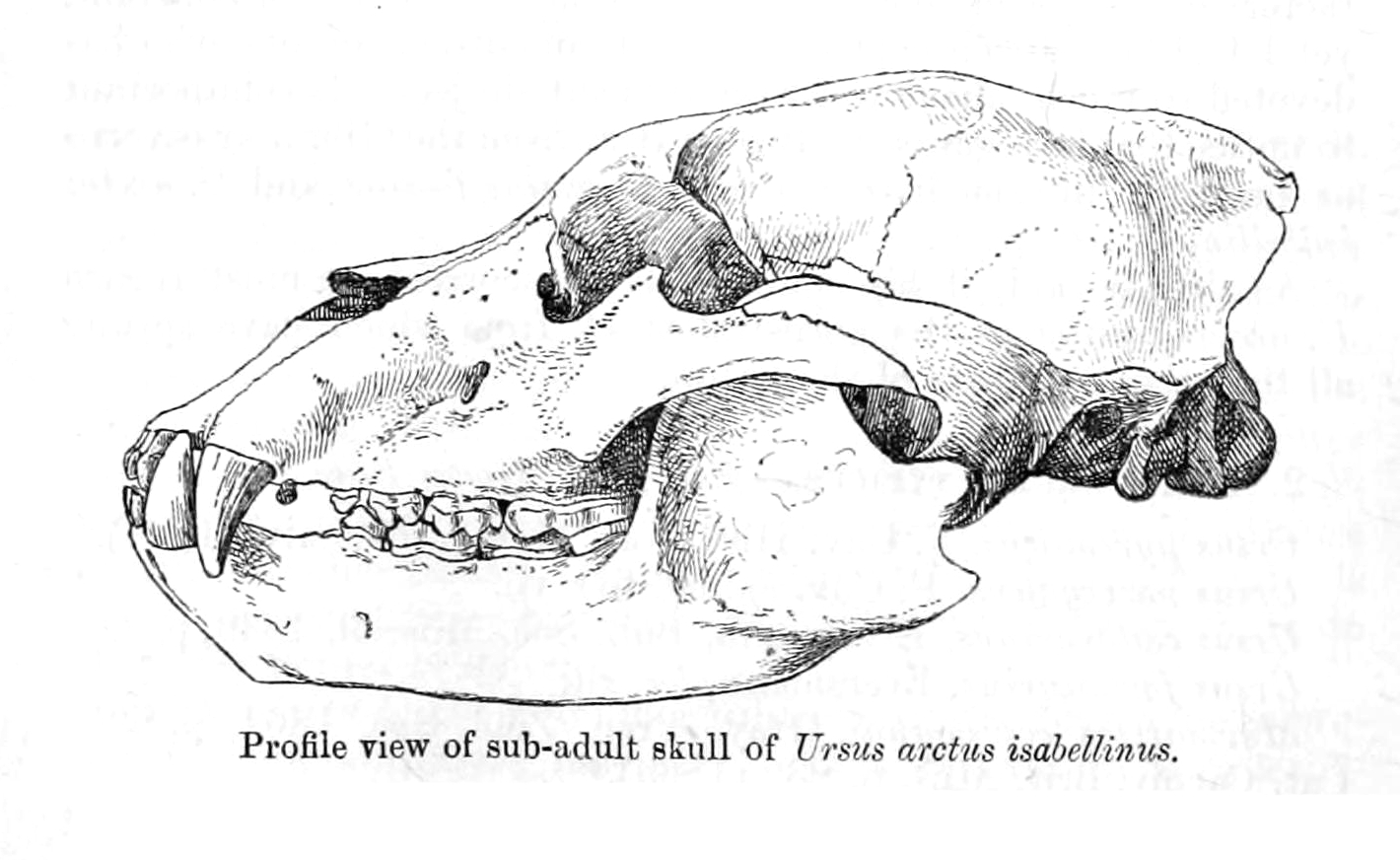
Craniu

## În media
- Filmul din 2016 bazat pe Cartea junglei de Rudyard Kipling îl prezintă pe Baloo⁠(d) ca un urs brun din Himalaya.